# Tricypha pseudotricypha
Tricypha pseudotricypha är en fjärilsart som beskrevs av Rothschild 1909. Tricypha pseudotricypha ingår i släktet Tricypha och familjen björnspinnare. Inga underarter finns listade i Catalogue of Life.